# Семёновское (Киржачский район)
Семёновское — село в Киржачском районе Владимирской области России, входит в состав Горкинского сельского поселения.

## География
Село расположено на берегу реки Шерна в 1,5 км на запад от центра поселения посёлка Горка и в 14 км на север от райцентра города Киржач, в 4 км от железнодорожной станции Бельково большого кольца Московской железной дороги.

## История
В начале XVII века Семеновское с прилегающими деревнями принадлежало роду князей Шуйских. По духовному завещанию князя Ивана Ивановича Шуйского, утвержденному в 1638 году царем Михаилом Федоровичем, сельцо Семеновское поступило во владение Троице-Сергиева монастыря. По упразднении монастырских вотчин в 1764 году Семеновское с деревнями перешло в ведение государственных имуществ. Сохранившийся старинный антиминс, освященный в 1623 году патриархом Филаретом в церковь Успения Божьей Матери, свидетельствует, что в то время в Семеновском была уже церковь. В ведомости о церквях Переславской епархии за 1799 год в селе Семеновском имелась деревянная церковь во имя Успения Пресвятой Богородицы с приделами святого священномученика Симеона Иерусалимского и святой великомученицы Екатерины. В 1816 году вместо деревянной построена каменная церковь с такой же колокольней, в 1874 году колокольня была перестроена. Приход состоял из села Семеновского и деревень: Рязанок, Климова, Белькова, Перегудова, Карпова, Курбатова, Василева, Дубровки. В селе Семеновском имелась земская народная школа, учащихся в 1892-93 году было 56. 
В XIX — начале XX века село входило в состав Махринской волости Александровского уезда. 
С 1929 года село входило в состав Бельковского сельсовета Киржачского района, позднее — в составе Горкинского сельсовета.

## Население
| 1859 | 1905 |
| ---- | ---- |
| 43   | 117  |

| 1859 | 1905 | 1926 | 2002 | 2010 | 2021 |
| ---- | ---- | ---- | ---- | ---- | ---- |
| 43   | ↗117 | ↘116 | ↘13  | →13  | ↗22  |